# Tēcciztēcatl

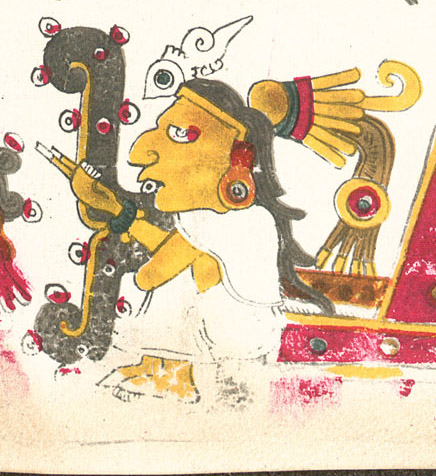
Representação de Tecciztecatl, uma das divindades descritas no Codex Borgia

Na Mitologia Asteca, Tecciztecatl ( náuatle clássico, "pessoa de Tēcciztlān", um nome de lugar que significa "Lugar da concha", de tēcciztli ou "concha"; também Tecuciztecatl, Teucciztecatl, da forma variante tēucciztli ) entende-se por uma divindade lunar, representando o " homem-da-lua ". 
Os astecas acreditavam estar vivendo em um universo dominado por gerações de deuses do sol, o atual, conhecido como Tonatiuh, era o quinto. Os três primeiros sóis anteriores pereceram por tempestades de vento, onças e chuva ardente. A quarta foi destruída por uma enchente quando as pessoas se transformaram em peixes e se espalharam pelo oceano. Depois que o quarto sol pereceu, os astecas acreditavam que os deuses se reuniam para decidir qual deus se tornaria o próximo sol.  
Os deuses se reuniram em Teotihuacán para discutir a quem caberia a missão de criar o mundo, tarefa que exigia que um deles teria que se jogar dentro de uma fogueira. Então construíram uma fogueira para sacrificar o próximo voluntário. Dois deuses - Nanahuatzin e o próprio Tecciztecatl - disputaram a honra. O orgulhoso Tecciztecatl insistiu na honra em ser sacrificado, mas no último momento hesitou. O humilde e pobre Nanahuatzin, mostrou mais coragem e pulou no fogo. Tecciztecatl ganhou coragem e seguiu Nanahuatzin, formando assim dois sóis no céu. Os deuses, um tanto preocupados, ficaram zangados com o fato de Tecciztecatl, rico e orgulhoso, ter que seguir o humilde Nanahuatzin, jogou um coelho em Tecciztecatl, deixando uma marca da forma do coelho e diminuindo o brilho de Tecciztecatl ao ponto em que ele só podia ser visto à noite, transformando-se na Lua. 
Tecciztecatl é frequentemente retratado carregando uma concha branca grande, tēucciztli em Nahuatl, representando a lua. Ele também é chamado  "aquele que vem da terra da concha das lesmas do mar". Em outros, ele tinha asas de borboleta. Ele era filho de Tlaloc e Chalchiuhtlicue. 
No tonalpohualli, Tecciztecatl é o governante do sexto dia, Miquiztli .